# Prémio Harvey
O Prémio Harvey é um prémio atribuído pelo Instituto de Tecnologia de Israel Technion situado em Haifa.
Este prémio, criado em homenagem a Leo M. Harvey visa premiar os que se distinguiram na ciência desde 1972.

## Laureados[2]
- 1972 – Willem Johan Kolff
- 1972 – Claude Shannon
- 1974 – Alan Cottrell
- 1974 – Gershom Scholem
- 1975 – George Klein
- 1975 – Edward Teller
- 1976 – Saul Lieberman
- 1976 – Hermann Mark
- 1977 – Seymour Benzer
- 1977 – Freeman Dyson
- 1978 – Bernard Lewis
- 1978 – Isaak Wahl
- 1979 – Efraim Racker
- 1980 – Shlomo Dov Goitein
- 1980 – Michael Rabin
- 1981 – Hans Walter Kosterlitz
- 1981 – James Lighthill
- 1982 – Hans Jakob Polotsky
- 1982 – Alvin Weinberg
- 1983 – Robert Aumann
- 1983 – Philip Leder
- 1984 – Franz Rosenthal
- 1984 – Peter Sorokin
- 1985 – George Dantzig
- 1985 – Barnett Rosenberg
- 1986 – Paul Christian Lauterbur
- 1986 – Benjamin Mazar
- 1987 – Pierre Chambon
- 1987 – Sydney Brenner
- 1988 – Pierre-Gilles de Gennes
- 1989 – Benoît Mandelbrot
- 1990 – Robert Heath Dennard
- 1991 – Jacques-Louis Lions
- 1991 – Bert Sakmann
- 1992 – Mikhail Gorbachev
- 1992 – Amnon Yariv
- 1993 – Hillel Fürstenberg
- 1993 – Eric Kandel
- 1993 – Richard Zare
- 1994 – Vladimir Arnold
- 1994 – Robert Allan Weinberg
- 1995 – John Werner Cahn
- 1995 – Donald E. Knuth
- 1996 – Clarence Walton Lillehei
- 1996 – Claude Cohen-Tannoudji
- 1997 – Roger D. Kornberg
- 1998 – Richard Karp
- 1998 – K. Barry Sharpless
- 1999 – Elizabeth H. Blackburn
- 1999 – Robert Gray Gallager
- 2000 – David J. Gross
- 2000 – Harry Barkus Gray
- 2001 – Bert Vogelstein
- 2001 – James Peebles
- 2002 – Ada Yonath
- 2002 – Peter Dervan
- 2003 – Robert Langer
- 2004 – Arthur Ashkin
- 2004 – Wayne Hendrickson
- 2005 – Edward Witten
- 2005 – Wolfgang Baumeister
- 2006 – Charles Leonard Bennett
- 2006 – Ronald Mark Evans
- 2007 – Michael Graetzel
- 2007 – Stephen Ernest Harris
- 2008 – Charles H. Bennett
- 2008 – David Eisenberg
- 2009 – David Baulcombe
- 2009 – Shuji Nakamura
- 2010 – Michael Karin
- 2010 – Alexander Polyakov
- 2011 – Richard Friend
- 2011 - Judea Pearl
- 2012 - Eric Lander
- 2012 - Eli Yablonovitch
- 2013 - Jon Kleinberg
- 2013 - Paul Corkum
- 2014 - James Patrick Allison e Reinhard Genzel
- 2015 – Marc Kirschner e Immanuel Bloch
- 2016 – Karl Deisseroth, Peter Hegemann, Ronald Drever, Kip Thorne e Rainer Weiss
- 2017 – Tobin Marks
- 2017 – Carla Shatz